# Ehi, prof!
(Frank McCourt)
Ehi, prof! (titolo originale Teacher Man) è il terzo libro di Frank McCourt, pubblicato nel 2005 (in Italia nel novembre 2006 da Adelphi). 

## Trama
Ehi, prof! è un libro di memorie in cui l'autore, statunitense di nascita ma formatosi in Irlanda, descrive e riflette sulle sue esperienze di insegnante nelle scuole di New York.
La sua pedagogia spinge gli studenti a prendere consapevolezza del loro apprendimento. Le sue prime esperienze di insegnante sono nella McKee Vocational and Technical High School, a New York. Durante il suo primo giorno come insegnante rischia di essere licenziato per aver mangiato un sandwich, il secondo giorno per aver scherzato sul fatto che in Irlanda la gente esca con le pecore rispondendo alla domanda di uno studente che chiedeva se gli irlandesi uscissero con le ragazze. Inizialmente il suo metodo d'insegnamento prevedeva vari aneddoti sulla sua infanzia in Irlanda, narrati nei suoi precedenti libri Le ceneri di Angela e Che paese, l'America.
In seguito insegnò Inglese come seconda lingua e con alcuni studenti afroamericani portò in scena l'Amleto. Parla di quando, mentre studiava per diventare insegnante, non sapesse nulla di George Santayana, ma potesse fare una buona lezione sui poeti di guerra Wilfred Owen e Siegfried Sassoon. Altri punti salienti riguardano la relazione tra come funziona la penna e come funziona una frase (spiegando soggetti e grammatica, argomento che lui stesso ha affrontato con fatica) e l'uso di realia per l'insegnamento, ovvero oggetti comuni come libri di cucina o il libretto delle giustificazioni degli studenti.
Ha iniziato a insegnare quando aveva ventisette anni e ha continuato per trent'anni. Ha passato la maggior parte della sua carriera alla Scuola Superiore Stuyvesant High School, come insegnante di Inglese e Scrittura creativa.
Ha tentato, senza successo, di ottenere il dottorato presso il Trinity College di Dublino. A causa dello stress finì per lasciare la prima moglie.
Lo stile modesto di McCourt emerge nella descrizione della sua timidezza, mancanza di autostima, l'imbarazzo per le lacune della sua preparazione, nella descrizione negativa del proprio aspetto fisico, l'incapacità sociale,  la gelosia verso le donne che lo avevano lasciato per un altro uomo, i problemi del suo matrimonio, e un breve periodo di psicoanalisi. Tutti questi fallimenti sono compensati dal successo ottenuto con gli studenti, sebbene a volte parziali e rancorosi.